# リュドヴィク・ビュテル
リュドヴィク・ジャン＝リュック・ビュテル（Ludovic Jean-Luc Butelle、 1983年4月3日 - ）は、フランスマルヌ県ランス出身のプロサッカー選手。スタッド・ランス所属。ポジションは、ゴールキーパー。元U-21フランス代表。

## 経歴
2001-02シーズン、当時リーグ・アン（1部）に所属していたFCメスでそのキャリアをスタートさせ、5試合に出場すると翌シーズンにはレギュラーに定着し27試合に出場した。
2004年、サンティアゴ・カニサレスのバックアッパーを探していたスペインのバレンシアCFと契約。しかし移籍1年目のシーズンは怪我のため長期離脱を余儀なくされ、怪我から復帰後のシーズン終了数ヶ月前にセグンダ・ディビシオンBに所属していたエルクレスCFにレンタル移籍した。復帰した2005-2006シーズンからはバレンシアの第2GKを務めた。
2007-08シーズンはハコボ・サンス、アルバノ・ビサーリの2人のGKを相次いで放出したレアル・バリャドリードへレンタル移籍。背番号1を与えられ正GKとして期待されるもベテランのアルベルト・ロペス、若手のセルヒオ・アセンホとのポジション争いに敗れ出場機会を失う。シーズン途中でのフランス帰国も検討したものの結局シーズン終了までバリャドリードに残留。
2008年、母国のリールにレンタル移籍、ここでも背番号1を与えられたが出場機会を得られずにいた。2009年はパリ・サンジェルマンFCから加入したミカエル・ランドローに背番号1を奪われたが、そのランドローの負傷によって序盤戦に出場機会を得た。しかし、ランドローが予想以上の早さで復帰したためその後はベンチを温めた。2010年、リーグ・ドゥ（2部）のニーム・オリンピックにレンタル移籍。正GKとしてプレーしたものの、チームはフランス全国選手権（3部）へ降格した。
2011年、2部に降格したACアルル＝アヴィニョンに完全移籍した。アンジェSCOでのプレーを経て、2015年12月28日にジュピラー・プロ・リーグのクラブ・ブルッヘと2年半の契約を結んだことが発表された。

## 所属クラブ
- FCメス　2001-2004
- バレンシアCF　2004-2009
  - → エルクレスCF　2005（レンタル）
  - → レアル・バリャドリード　2007-2008（レンタル）
  - → リール 2008-2009 （レンタル）
- LOSCリール・メトロポール 2009-2011
  - → ニーム・オリンピック 2010-2011 (レンタル)
- ACアルル＝アヴィニョン 2011-2014
- アンジェSCO 2014-2015
- クラブ・ブルッヘ 2016-2018
- アンジェSCO 2018-2021
- レッドスターFC93 2021-2023
- スタッド・ランス 2023-